# Platostoma rubrum
Platostoma rubrum là một loài thực vật có hoa trong họ Hoa môi. Loài này được Doan T. mô tả khoa học đầu tiên năm 1936 dưới danh pháp Mesona rubra. Năm 1997 A. J. Paton chuyển nó sang chi Platostoma. Năm 2005 Suddee & A. J. Paton hợp lệ hóa danh pháp Platostoma rubrum.
Loài này là bản địa Lào và Thái Lan.